# Cheryl Waaka
Cheryl Moana Waaka (Whangarei, 12 maggio 1970) è un'ex rugbista a 15 e allenatrice di rugby a 15 neozelandese, due volte campionessa del mondo con le Black Ferns.

## Biografia
Cresciuta a Taheke, villaggio del distretto di Whangarei, rappresentò Northland a livello rugbistico, provincia durante la cui militanza debuttò nel 1997 nelle Black Ferns.
Nel 1998 passò alla provincia di Auckland e in quello stesso anno fu anche convocata per la Coppa del Mondo nei Paesi Bassi, che la Nuova Zelanda si aggiudicò e alla cui conquista contribuì con una meta in semifinale nella vittoria per 44-11 contro l'Inghilterra.
Quattro anni più tardi fu ancora più decisiva, marcando una meta nella finale, ancora contro le inglesi, vinta 19-9.
Dopo il ritiro si è dedicata all'attività tecnica e nel 2005 divenne la prima donna della sua provincia a prendere la conduzione di un club seniores maschile.

## Palmarès
- Coppe del mondo: 2
Nuova Zelanda: 1998, 2002